# Gerry L'Estrange
Gerry L'Estrange (n. 7 noiembrie 1917 - d. 5 aprilie 1996), a fost un om politic irlandez, membru al Parlamentului European în perioada 1973-1977 din partea Irlandei. 
1. 1 2 3 4 5 6 7 8 9 10   https://www.oireachtas.ie/en/members/member/Gerald-L'Estrange.S.1954-07-22 Lipsește sau este vid: |title= (ajutor)